# Cabinet Eichel II
Land de Hesse
Eichel I Koch I
Le cabinet Eichel II (en allemand : Kabinett Eichel II) est le gouvernement du Land de Hesse entre le 5 avril 1995 et le 7 avril 1999, durant la quatorzième législature du Landtag.

## Majorité et historique
Dirigé par le ministre-président social-démocrate sortant Hans Eichel, ce gouvernement est constitué et soutenu par une « coalition rouge-verte » entre le Parti social-démocrate d'Allemagne (SPD) et l'Alliance 90 / Les Verts (Grünen). Ensemble, ils disposent de 57 députés sur 110, soit 51,8 % des sièges au Landtag.
Il est formé à la suite des élections régionales du 19 février 1995 et succède au cabinet Eichel I, constitué et soutenu par une coalition identique. Lors de scrutin, l'Union chrétienne-démocrate d'Allemagne (CDU) repasse devant les sociaux-démocrates, mais la progression des écologistes et la stagnation du Parti libéral-démocrate (FDP) permettent de renforcer d'un siège la majorité parlementaire.
Lors des élections régionales du 7 février 1999, l'importante progression de la CDU, qui compense le recul du FDP, la quasi-stagnation du SPD et le net recul des Grünen conduisent à un renversement de majorité au Landtag, en faveur d'une « coalition noire-jaune ». Le chef de file chrétien-démocrate, Roland Koch, peut alors constituer son premier cabinet.

## Composition

### Initiale (5 avril 1995)
- Les nouveaux ministres sont indiqués en gras, ceux ayant changé d'attributions en italique.

| Portefeuille                                                                            | Titulaire | Titulaire                                                                            | Parti  |
| --------------------------------------------------------------------------------------- | --------- | ------------------------------------------------------------------------------------ | ------ |
| Ministre-président                                                                      |           | Hans Eichel                                                                          | SPD    |
| Vice-ministre-président Ministre de la Justice et des Affaires européennes              |           | Rupert von Plottnitz                                                                 | Grünen |
| Ministre de l'Intérieur, de l'Agriculture, des Forêts et de la Protection de la nature  |           | Gerhard Bökel                                                                        | SPD    |
| Ministre des Finances                                                                   |           | Karl Starzacher                                                                      | SPD    |
| Ministre de l'Économie, des Transports et du Développement régional                     |           | Lothar Klemm                                                                         | SPD    |
| Ministre de l'Environnement, de l'Énergie, de la Jeunesse, de la Famille et de la Santé |           | Iris Blaul (jusqu'au 10/10/1995) Margarethe Nimsch (jusqu'au 24/03/1998) Priska Hinz | Grünen |
| Ministre du Travail, des Femmes et de l'Ordre social                                    |           | Barbara Stolterfoht                                                                  | SPD    |
| Ministre de l'Éducation                                                                 |           | Hartmut Holzapfel                                                                    | SPD    |
| Ministre de la Science et de la Culture                                                 |           | Christine Hohmann-Dennhardt                                                          | SPD    |